# Tren Rápido México-Querétaro
El Tren Rápido México-Querétaro, llamado oficialmente Tren de Alta Velocidad Ciudad de México-Santiago de Querétaro, fue un proyecto de un tren de alta velocidad que conectaría Ciudad de México con Santiago de Querétaro, pasando por estado de Hidalgo y Estado de México.  
El proyecto consistía en un tren de doble vía con una longitud de 210 km. Contaría con dos estaciones (la estación inicial en Ciudad de México estaría ubicado en Buenavista) y tres talleres de mantenimiento.

## Historia

### Antecedentes
Los antecedentes más antiguos de este ferrocarril se remontan a las concesiones que otorgó el gobierno de Porfirio Díaz para la construcción del Ferrocarril Central Mexicano, que tenía un capital mixto: estadounidense y mexicano. Por la parte estadounidense, el capital provenía de la compañía Achison, Topeka, Santa Fe, mientras que por México provenía del gobierno federal. La concesión base permitía construir una línea entre la Ciudad de México y Ciudad Juárez, inaugurada en 1884, a la cual se le agregó un ramal en 1888 al Océano Pacífico pasando por las ciudades de Guadalajara y Querétaro. En 1908, al final del gobierno porfirista, se crea la compañía gubernamental Ferrocarriles Nacionales de México, que constituye la primera nacionalización de los ferrocarriles por su valor estratégico. Esta primera operación se logra al expropiar y fusionar las compañías Central, el Nacional y el Internacional, junto con otras compañías menores con lo cual, se logran 11,117 kilómetros de vías férreas nacionalizadas. Entre 1910 y 1929, el estado de esas líneas es incierto, ya que caen en manos de los diferentes grupos que combaten durante la Revolución Mexicana.
Tras la formación del "Comité Reorganizador de los Ferrocarriles Nacionales" en 1929, que se dan pasos sólidos en la reconstrucción de la red ferrocarrilera y la construcción de nuevas líneas, a lo cual, se suma la compra de varias líneas en manos privadas para la conformación de una sola compañía nacional. Este proceso terminaría en 1970, tras ese año para muchos se da al menos un retroceso, por el cual se deja de invertir en nuevas redes de ferrocarril y sobre todo de equipos, esto debido, supuestamente, a la huelga de 1958 y 1959 que enfrentó al gobierno federal y al sindicato ferrocarrilero.

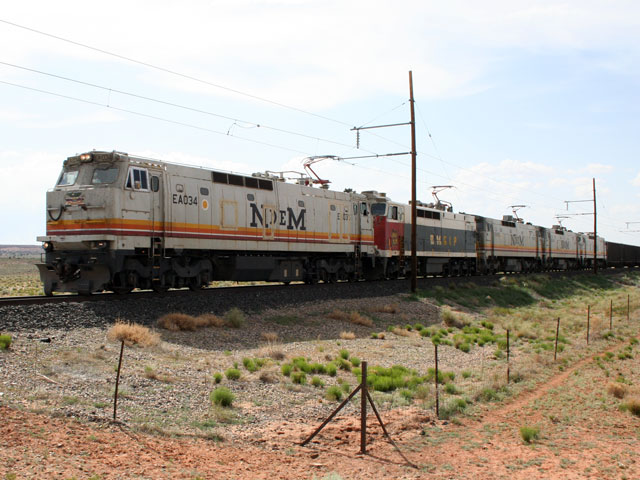
Locomotora eléctrica General Electric E60-C2

Olvidándose el Plan de Desarrollo Ferrocarrilero de 1973 a 1986 que entre muchas acciones, tuvo como uno de sus fines la construcción de una vía doble electrificada entre las ciudades de México y Tijuana para el transporte de carga y pasajeros. De esta vía solo se logró construir el tramo entre el Distrito Federal y la ciudad de Santiago de Querétaro, la llamada Vía Doble Electrificada México - Querétaro inaugurada el 14 de febrero de 1994 con el recorrido de una de las locomotoras eléctrica General Electric E60C-2 que Ferrocarriles Nacionales de México había comprado para el servicio mixto de pasajeros y carga entre ambas ciudades. El proyecto se pensaba llevar hasta la ciudad de Guadalajara pero nunca se terminó; esa doble vía se constituyó con cuatro vías llamadas Vía Juárez, Vía Morelos, Vía A y Vía B, las dos primeras vías destinadas al servicio mixto, con preferencia en pasajeros y las segundas destinadas solo al servicio de carga, por lo que no eran electrificadas y tenían un trazo más sinuoso, pues debían servir a varias zonas industriales durante su recorrido, por eso aún hoy son consideradas más como laderos de las vías Juárez y Morelos.

### Primeras Propuestas
Durante la construcción de la Vía Doble Electrificada México - Querétaro que duró de 1983 a 1994 se consideró en 1987 la construcción de un ferrocarril como el Shinkansen en el mismo derecho de vía, pero la falta de fondos lo hizo irrealizable. Por eso, se continuó con la construcción de las vías electrificadas para servicio mixto, que sólo duró en servicio hasta 1996 con un pobre resultado, ya que las locomotoras no podían circular a velocidad plena por las máquinas diésel-eléctricas, la invasión de vías y la restricción a servir únicamente en esas vías (lo que las hizo incosteables).
Tras ser de nuevo privatizada la red ferrocarrilera en 1997, Kansas City Southern de México decidió vender las 39 máquinas General Electric E60C a una compañía minera en los EE. UU. terminando con el uso de la vía electrificada, dejando las líneas de catenaria electrificadas para un supuesto uso en el futuro. Posteriormente, se utilizó dicha infraestructura con la construcción del Ferrocarril Suburbano de la Zona Metropolitana del Valle de México, el llamado Sistema 1, que corre de la Estación Buenavista a Cuautitlán, y que se basaba en los llamados Trenes Radiales Metropolitanos. Inaugurado en 2008, este sistema de tren de media velocidad ocupó el derecho de vía de las Vías Juárez y Morelos hasta el Punto Kilométrico (PK) 26+400 de ambas vías, aunque su fin es construirse hasta la ciudad de Huehuetoca e incluso llegar hasta la ciudad de Santiago de Querétaro con un sistema metropolitano que uniría al Distrito Federal, Querétaro y varias ciudades intermedias en cuatro entidades federales.

Luego de la inauguración de este sistema, se vio la necesidad de construir un sistema de alta velocidad que uniera varias ciudades siendo la construcción del tren de alta velocidad México Querétaro el primer paso de un eventual tren hasta la frontera pasando por Guadalajara y ciudades intermedias, no obstante, el proyecto no fue concretado por su costo elevado.

Propuesta de solución a las vías compartidas entre El Sistema 1 y el Tren de Alta velocidad (agosto de 2014).

### Propuesta formal
Es hasta el año 2012 que se retoma con la entrada del gobierno de Enrique Peña Nieto, quien en su segundo día lo dio a conocer oficialmente como uno de los proyectos de infraestructura ferrocarrilera a realizarse en su sexenio.
Tras el anuncio, se llevaron a cabo varios estudios de factibilidad que, en el caso del tren de alta velocidad México-Querétaro, definió hasta cuatro posibles rutas todas en base al trazo actual de la Vía Doble Electrificada México - Querétaro, entre sus PK 0+000 y 240+900, mismo que llevó a contemplar una sola ruta que usa 70.9 kilómetros del derecho de vía actual de las Vías Juárez y Morelos, 50.1 kilómetros de vías cercanas al trazo de las vías Juárez y Morelos y aproximadamente 75.5 kilómetros de vías totalmente nuevas, además de 47.1 kilómetros que están restringidas al derecho de vía de la Vía Doble Electrificada México - Querétaro en las entradas a la ciudad de Santiago de Querétaro y la Zona Metropolitana del Valle de México.
Tras esta definición se emitió la pre convocatoria a la licitación pública internacional el 15 de agosto de 2014, misma que define varios de los puntos destacados de lo que será el Tren de Alta Velocidad México - Querétaro.

### Suspensión
El día 2 de febrero de 2015, se anunció que el proyecto fue suspendido indefinidamente por supuestas sospechas de corrupción y recortes presupuestarios.

### Reanudación del proyecto (Tren normal)
Después de años de incertidumbre, en febrero de 2020 la Secretaría de Comunicaciones y Transportes declaró que la iniciativa sería retomada, haciendo hincapié en que la nueva propuesta ya no se trataría de un tren de alta velocidad y se retomaría una vez se concluyera el Tren Maya. El 14 de julio, la SCT anunció que la licitación del proyecto se lanzaría a más tardar ese mismo año.
El 5 de octubre del 2020, el gobierno de Andrés Manuel López Obrador y representantes de la Iniciativa Privada presentaron un plan de inversión del sector privado, que incluía 39 proyectos, en medio de la crisis por el COVID-19. El proyecto aparece con el número 21 dentro de este plan anunciado junto con empresarios. Contempla un monto de 51 mil 300 millones de pesos e iniciar su construcción en junio de 2021 como una concesión de la Secretaría de Comunicaciones y Transportes.
El 13 de julio de 2023 el gobierno de Andrés Manuel López Obrador (AMLO) anuncio la firma del convenio con la empresa ferroviaria KansasCity para poder seguir con la obra de trenes de pasajeros, tras el colapso del autopista México Querétaro.
La Empresa de Kansas City Southern dio inicio estudios de evaluación de Trazo de Vía del tren que tardaria hasta abril de 2024 para poder seguir con la obra de trenes de pasajeros.
El 20 de noviembre de 2023 el gobierno de Andrés Manuel López Obrador anuncia la reactivación de siete rutas de trenes de pasajeros tras un decreto. Dos de las cuales incluyen la ruta México- Querétaro: 
- Tren Ciudad de México–Querétaro–León–Aguascalientes,
- Tren Ciudad de México–Querétaro–Guadalajara–Tepic–Mazatlán–Nogales

El 22 de enero de 2024, el presidente Andrés Manuel López Obrador en su visita en Querétaro aviso sobre que al terminar su administración dejará lista la concesión para que el próximo gobierno pueda iniciar la construcción del tren.
Canadian Pacific Kansas City (CKPC) dijo que a finales de mayo de 2024 presentará un nuevo estudio para la ruta en México-Querétaro, que presenta una evidente demanda diaria.
El 28 de junio de junio de 2024 la presidenta electa Claudia Sheinbaum en su rueda de prensa afirmó la reanudación del proyecto para el 2025 y añadió la conversación con el actual secretario de Hacienda, Rogelio Ramírez de la O, quien le aseguró que existen los recursos necesarios para llevar a cabo la construcción da la obra.
El 10 de julio de 2024, Claudia Sheinbaum anuncia el proyecto Tren Interurbano México-Querétaro-Guadalajara. Aunque ya no será de alta velocidad va a conectar la Ciudad de México con la ciudad de Querétaro y la ciudad de Guadalajara, pasando también con los estados de Hidalgo y México.

## Descripción

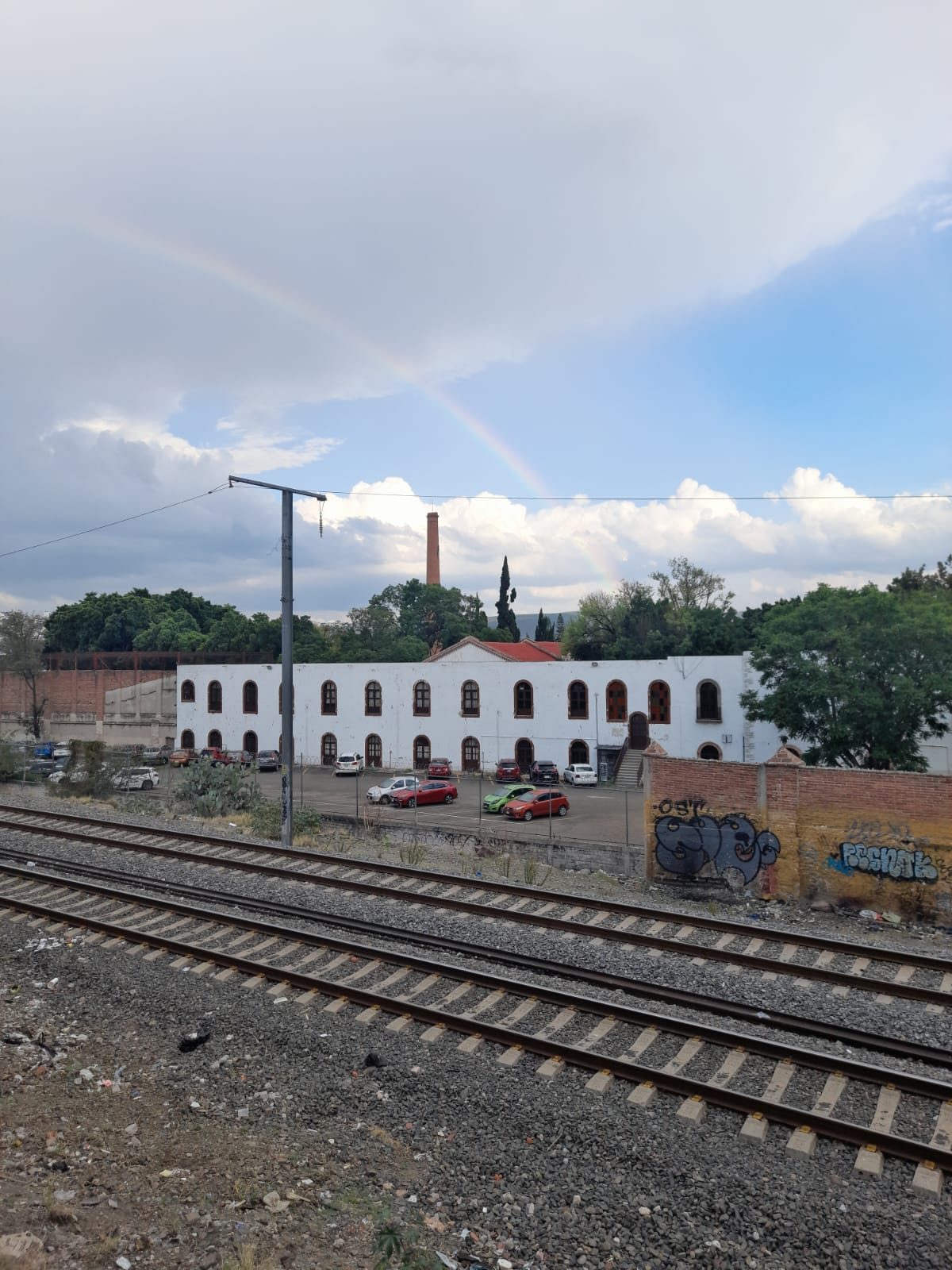
Vías del ferrocarril en Querétaro

Con base en el estudio de factibilidad ambiental y la preconvocatoria P0-009000988-N49-2014 del 15 de agosto de 2014, el Tren México – Querétaro tiene una longitud de 209.750 kilómetros con solo dos estaciones terminales. Una de ellas es en la Estación Buenavista, que desde la construcción del Sistema 1 del Tren Suburbano tiene reservada tres posiciones de cola para el estacionamiento y parada de trenes diferentes a los del Sistema 1. En la ciudad de Santiago de Querétaro se contempla una estación de tipo de paso, con dos vías, dos andenes laterales y cola de maniobras con talleres tras la zona de maniobras. En general se contemplan tres talleres: dos para servicio diario en las cercanías de las estaciones terminales, (que además contarán con zonas de estacionamiento) y uno para mantenimiento mayor en un lugar a definir cerca del kilómetro 31 de la vía.
Para fines prácticos del desarrollo y control de la obra el proyecto se dividió en nueve tramos principales, los cuales son:
- Tramo 1: Buenavista – Cuautitlán Norte, PK 0+000 a 30+500.[16]
- Tramo 2: Cuautitlán Norte – Huehuetoca, PK 30+500 a 47+000.[16]
- Tramo 3: Libramiento Tula, PK 47+500 a 93+000.[16]
- Tramo 4: Tula – santuario del Agua, PK 93+000 a 140+600.[16]
- Tramo 5: Santuario del Agua, PK 140+600 a 150+000.[16]
- Tramo 6: Libramiento de San Juan del Río, PK 150+000 a 197+000.[16]
- Tramo 7: San Juan del Río – La Griega, PK 197+00 al 220+000.[16]
- Tramo 8: Curva la Griega 1, PK 220+000 al 227+000.[16]
- Tramo 9: La Griega – Querétaro, PK 227+000 al 240+900.[16]

## Obra
Para los fines de la construcción la Secretaría de Comunicaciones y Transportes aún no ha definido la forma como licitará la obra, si será por tramo o por obra completa. Aunque la pre convocatoria tiene por título:

CONTRATO MIXTO DE OBRA O CONTRATO.- Documento que suscribirá LA CONVOCANTE CON EL LICITANTE ganador para la construcción suministro y puesta en marcha de: (i) una vía férrea; (ii) material rodante; (iii) equipos y sistemas y demás componentes del proyecto del Tren México Querétaro, bajo el esquema de precio alzado y precios unitarios

por lo que se puede decir que la obra será dada a un solo constructor que podrá subcontratar partes de las obras, pero que estarán bajo su plena responsabilidad. Esta misma pre convocatoria define las siguientes fechas:
- Fecha de publicación para comentarios de partes interesadas: 15 de agosto de 2014.

- Fechas para visitas al sitio de las obras: 20 y 22 de agosto de 2014.

- Fechas para juntas de aclaraciones: 1 y 3 de septiembre de 2014.

- Fechas de presentación y apertura de proposiciones: 14 de octubre de 2015.

No indica cuándo se publicará la convocatoria definitiva para llevar a cabo la licitación.
En forma general el proyecto contempla la construcción o afectación de:
- 10 túneles con una longitud total de 7.548 kilómetros.

- 21 viaductos con una longitud total de 19.576 kilómetros.

- Adecuación de 85.883 kilómetros. de la vía existente.

## Características
Hasta agosto de 2014 se sabe que el tren tendrá las siguientes características:
- Sistema de locomoción eléctrica por alimentación con catenaria y pantógrafo, para consumos por rueda de 4000 hasta 8000 kW.
- Vía doble confinada con señalización similar a la europea, ERTMS tipo 1 y 2, ASFA.
- Longitud de 211.857 kilómetros. de trazado a eje de trazo tras el trazado definitivo de la vía doble.
- Velocidad de diseño 300 km/h máximo, velocidad de trabajo 180 km/h. Estos datos son para cálculo y diseño, el real debe determinarse con el trazo final de la obra; en general se proponen dos tipos de trenes: uno que pueda correr a 300 km/h, y otro hasta 350 km/h.
- Número de trenes sin especificar, pero pueden tener una longitud de 107.36 metros para 220 pasajeros, o 200 metros para 404/405 pasajeros, en este caso la longitud queda limitada por los andenes en Buenavista que son para trenes de hasta 200 metros.
- Intervalos por especificarse, pero se requiere que el trayecto en un sentido sea de 59 minutos.
- El radio mínimo será de 575 en la entrada a México, el máximo queda sobre los 5,320 metros que permite velocidades de 300 km/h.
- Pendientes entre 0.0‰ y 4.0 ‰

El 3 de noviembre de 2014 la Secretaría de Comunicaciones y Transportes de México anunció que la empresa Railway Construction Corporation resultó ganadora de la licitación para el construcción, suministro, puesta en marcha, operación y mantenimiento de una vía férrea, material rodante, equipos y sistemas electromecánicos. El consorcio ganador estaba integrado por las empresas:
- China Railway Construction Corporation (China)
- CSR Corporation Limited (China)
- GIA (México)
- Prodemex (México)
- Teya (México)
- GHP Infraestructura Mexicana (México)
- Systra (Francia)

El 6 de noviembre de 2014 Enrique Peña Nieto, presidente de México, dejó sin efecto el fallo de esta licitación y convocó a reponer el proceso. La nueva convocatoria será publicada el 12 de diciembre de 2014.